# Mateus Oliveira
Mateus Vitoria Oliveira (Viana, Espírito Santo, 1994) é um empresário brasileiro atuante nos setores de construção civil, logística e energia. É fundador e CEO da Private Construtora, da Private Log e da Private Oil & Gas. Em 2024, foi destaque na Forbes Brasil (Edição 126), sendo capa do segmento Business & Indústria, além de integrar o grupo Forbes Under 30.

## Biografia
Mateus nasceu no município de Viana e foi criado na periferia do Espírito Santo por sua mãe, costureira e agente comunitária de saúde. Cresceu em um contexto de vulnerabilidade social após o abandono do pai, aos três anos. Desde a infância, ajudava a mãe na venda de churrasquinhos e bebidas em portas de festas e eventos como forma de complementar a renda familiar.
Aos 11 anos, começou a trabalhar como assistente de mecânico em uma oficina de bairro. Aos 13, atuava em uma empresa de cestas básicas carregando caminhões, e aos 15, lavava carros e fazia bicos para ajudar nas despesas de casa. Essas experiências moldaram sua mentalidade empreendedora e sua disciplina.
Aos 17 anos, conseguiu seu primeiro emprego formal em uma grande empresa do Espírito Santo. Lá, destacou-se ao criar um plano de vendas de carteiras escolares que gerou R$ 7 milhões em faturamento. Aos 20, decidiu se demitir para empreender, mesmo sem capital, segurança ou rede de contatos.
Em 2013, enquanto trabalhava carregando caminhões de revistas, teve contato com uma edição da Forbes Brasil que listava os maiores bilionários do país. Inspirado por nomes como Jorge Paulo Lemann e Joseph Safra, começou a estudar o setor imobiliário por conta própria, o que norteou seus primeiros passos como empresário.

## Carreira

### Private Construtora
Fundada em 2015, a empresa surgiu a partir de um pequeno negócio de reformas no qual o próprio Mateus executava os serviços. O crescimento foi rápido, e a Private Construtora consolidou-se como uma das maiores do Brasil em obras comerciais, industriais e logísticas, superando a marca de 2 milhões de metros quadrados entregues.

### Private Log
Em janeiro de 2025, durante o evento NRF em Nova Iorque, lançou oficialmente a Private Log, o maior e mais sustentável complexo logístico do Brasil]. O projeto prevê mais de 622 mil m² de área construída e um investimento superior a  R$ 2,5 bilhões.

### Private Oil&Gas
Com foco em energia, engenharia e manutenção, a Private Oil & Gas reforça a atuação do grupo no setor de óleo e gás. A empresa é associada à Associação Rede Petro ES, posicionando-se de forma estratégica na cadeia de suprimentos da indústria energética.

## Reconhecimento
Além de estar entre os jovens mais promissores do país pela Forbes Under 30, Mateus é conhecido por sua abordagem centrada em inovação, sustentabilidade e impacto regional.